# La primavera della mia vita (film)
La primavera della mia vita è un film del 2023 diretto da Zavvo Nicolosi.
La pellicola porta al debutto sul grande schermo il duo musicale Colapesce Dimartino ed è stata proiettata nelle sale italiane come evento speciale dal 20 al 22 febbraio.
Il film è un road movie con molti special guest musicali: Madame, Roberto Vecchioni, Brunori Sas, Erlend Øye e La Comitiva. Nel cast anche Stefania Rocca, Corrado Fortuna e Demetra Bellina.

## Trama
Due amici, con un passato musicale in comune, dopo la rottura del loro sodalizio professionale e tre anni di silenzio, improvvisamente si ritrovano a collaborare; Antonio (Dimartino), infatti, ricontatta Lorenzo (Colapesce) per un nuovo progetto: andare in giro per la Sicilia e scoprire se le leggende dell'isola nascondano un fondo di verità oppure se siano solo frutto dell'immaginazione. Durante questo viaggio incontreranno tanti stravaganti personaggi, tra cui delle suore sommozzatrici, Speedy Pizzo (un eccentrico boss mafioso) e un complottista interpretato da Roberto Vecchioni.
Il film, che è una sorta di buddy film on the road, rappresenta un grande viaggio esistenziale che si compie in contemporanea a quello fisico dei personaggi. Tra i dialoghi, la scenografia e le ambientazioni incastrate tra loro come se lo spettatore fosse proiettato in una visual novel, si scorre in quello che è il messaggio che i due artisti cercano sempre di ritagliare tra le righe delle proprie opere: un malcelato senso di inadeguatezza dovuto alle reciproche incomprensioni tra persone che la società in piena disgregazione sociale ha da offrire.

## Colonna sonora
Tutti i brani facente parte della colonna sonora sono stati pubblicati il 24 febbraio nell'album omonimo. Alla creazione hanno partecipato gli stessi Colapesce e Dimartino insieme a Giordano Colombo, Federico Nardelli, Giulia Emma Russo, Davide Rossi, Marco Giudici, Adele Altro e Madame; basandosi sulle opere di Franco Micalizzi, Ennio Morricone, Riz Ortolani, Fabio Frizzi e Piero Umiliani.